# Chevrolet Tahoe
Chevrolet Tahoe – samochód osobowy typu SUV klasy pełnowymiarowej produkowany pod amerykańską marką Chevrolet od 1995 roku. Od 2019 roku produkowana jest piąta generacja modelu.

## Pierwsza generacja

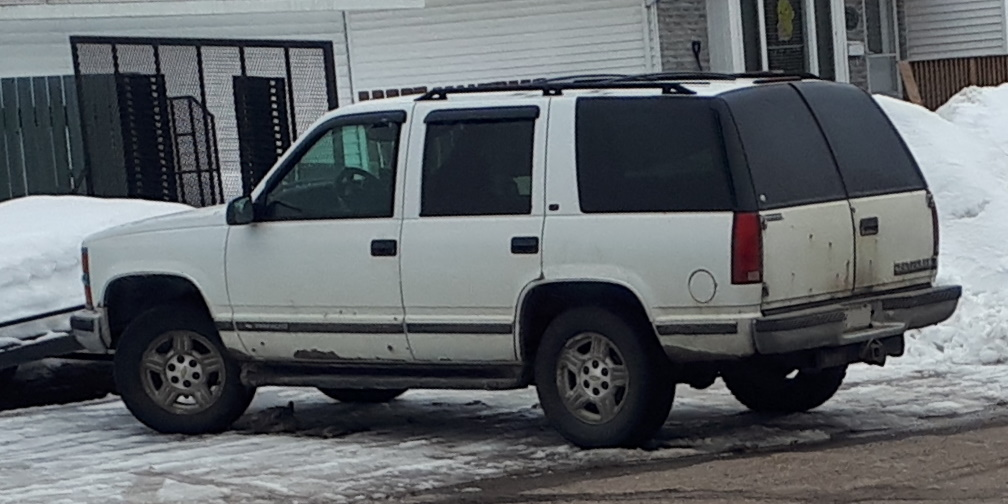
Chevrolet Tahoe I – tył

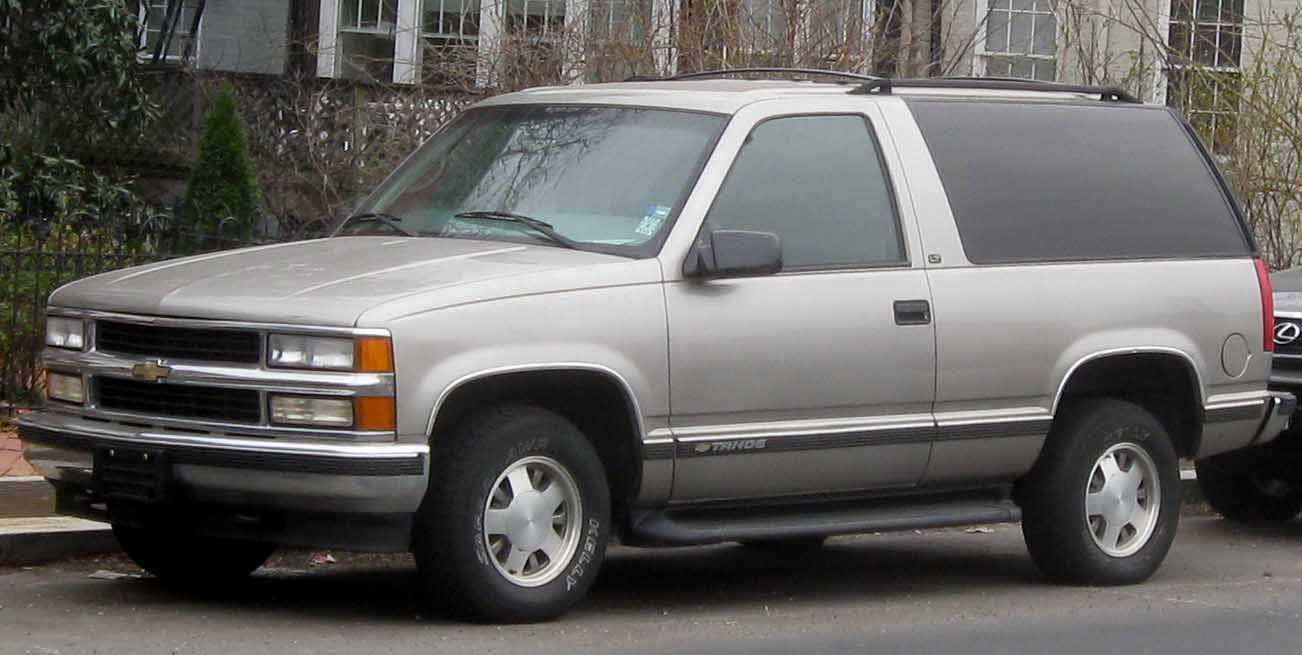
Chevrolet Tahoe 3D

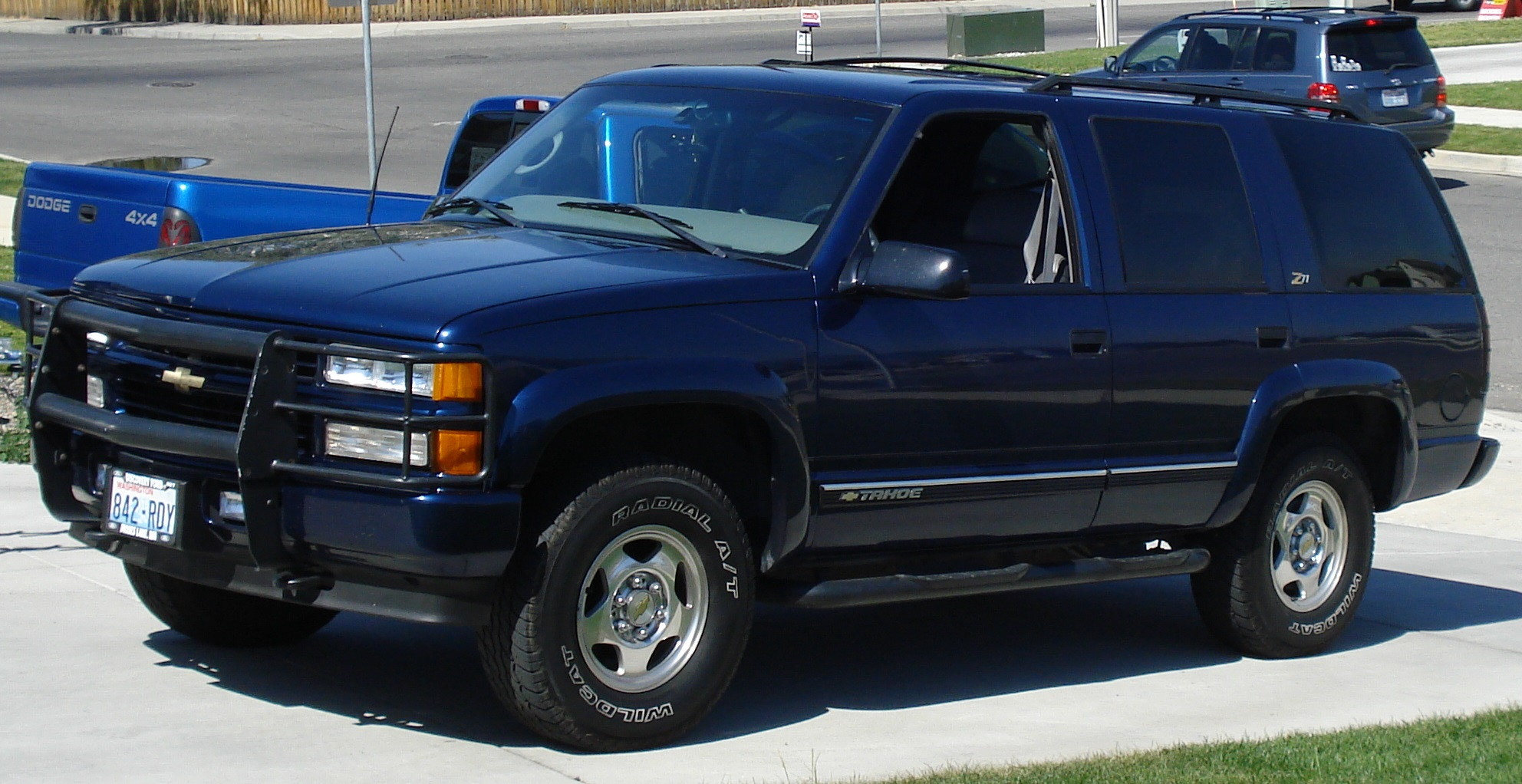
Chevrolet Tahoe Z-71

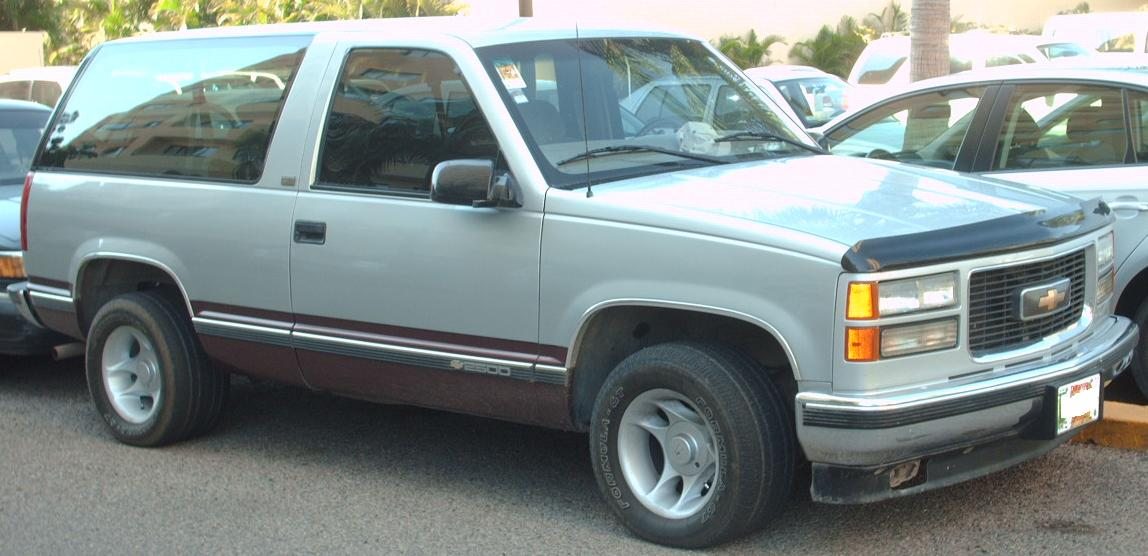
meksykański Chevrolet Silverado 3D

Chevrolet Tahoe I został zaprezentowany po raz pierwszy w 1995 roku.
W połowie lat 90. XX wieku General Motors zdecydowało się poszerzyć ofertę bliźniaczych SUV-ów opartych o platformę GMT420/430 o krótszą alternatywę dla modeli Chevrolet Suburban i GMC Suburban, prezentując modele Chevrolet Tahoe, GMC Yukon i Cadillac Escalade. W ramach debiutu Tahoe w ofercie Chevroleta, samochód wchłonął mniejszy model K5 Blazer, występując w ten sposób nie tylko w wariancie 5-drzwiowym, ale i 3-drzwiowym.
Pierwsza generacja Chevroleta Tahoe wyróżniała się masywną, kanciastą sylwetką z podwójnymi, prostokątnymi reflektorami przedzielonymi chromowaną poprzeczką z logo producenta. Z tyłu samochód zyskał z kolei dzieloną na pół klapę bagażnika, która otwierała się na boki.
Chevrolet Tahoe I był SUV-em dostępnym zarówno w wariancie z napędem na jedną oś, jak i napędem na 4-koła AWD. Samochód odniósł duży sukces rynkowy stając się jednym z filarów oferty Chevroleta w Stanach Zjednoczonych.

### Ameryka Łacińska
Chevrolet Tahoe pierwszej generacji poza Stanami Zjednoczonymi i Kanadą oferowany był także w Meksyku jako element gamy modelu Silverado, gdzie stanowił uzupełnienie oferty pierwszej generacji tego pickupa.
W krajach Ameryce Południowej samochód był oferowany z kolei pod nazwą Chevrolet Grand Blazer, gdzie powstawał w zakładach General Motors w Argentynie.

### Silniki
- L6 4.1l Straight-6
- V8 4.2l MWM
- V8 5.7l Small-Block
- V8 6.5l Turbo

## Druga generacja

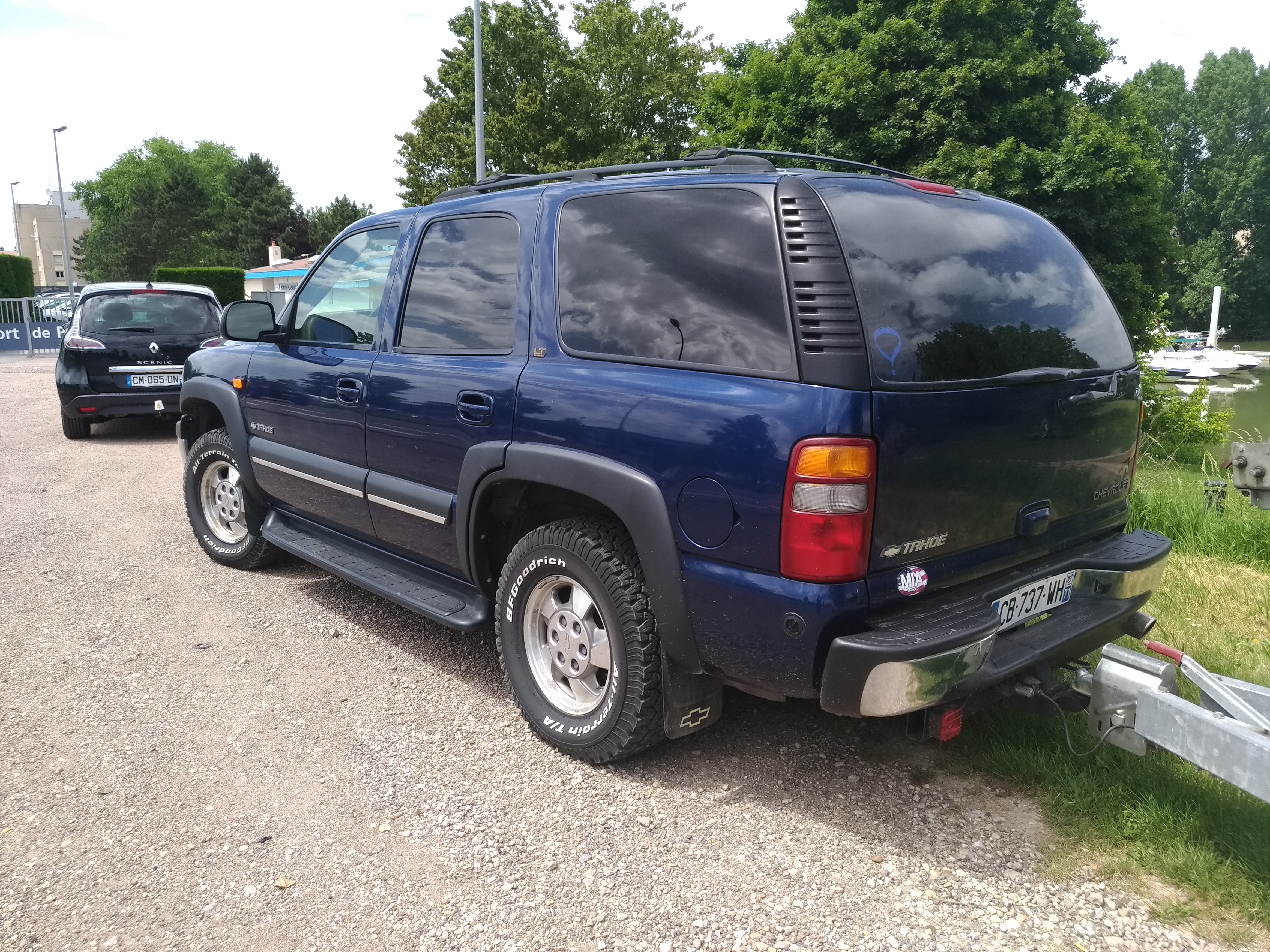
Chevrolet Tahoe II – tył

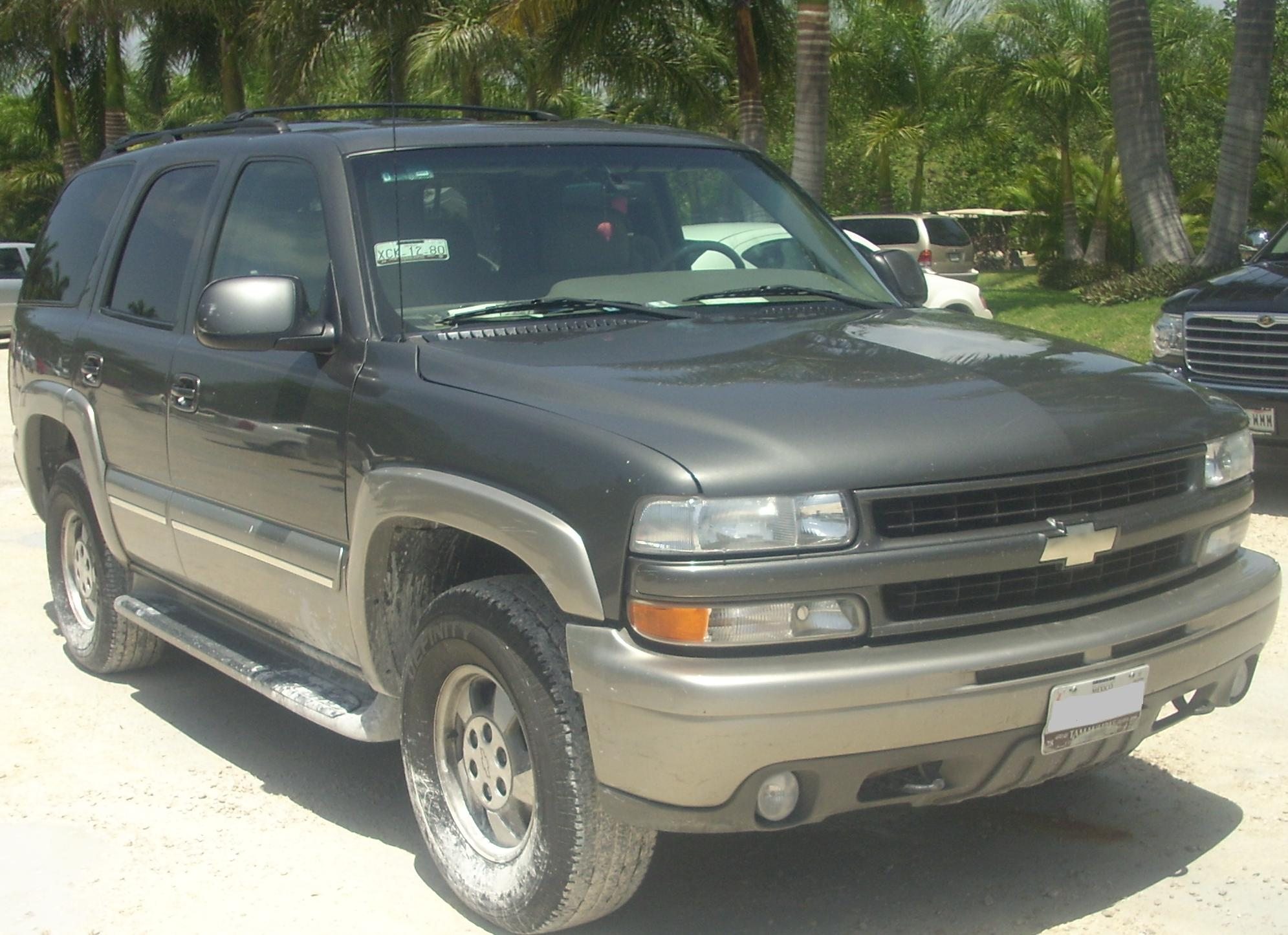
meksykański Chevrolet Sonora

Chevrolet Tahoe II został zaprezentowany po raz pierwszy w 2000 roku.
Druga generacja modelu Tahoe powstała na nowej generacji platformy koncernu General Motors przeznaczonej dla pełnowymiarowych SUV-ów o nazwie GMT800. Tym razem samochód oferowany był w jednym, 5-drzwiowym wariancie nadwoziowym, przechodząc obszerną metamorfozę pod kątem stylistycznym.
Nadwozie zyskało bardziej zaokrąglone kształty, oferując przestronniejszą kabinę pasażerską z bogatszym wyposażeniem przy nieznacznie mniejszych wymiarach zewnętrznych, a także bardziej dopracowany układ jezdny oraz hamulcowy.

### Meksyk
Na rynku meksykańskim Chevrolet Tahoe drugiej generacji produkowany był pod inną nazwą Chevrolet Sonora w lokalnych zakładach General Motors w Silao.

### Silniki
- V8 4.8l 275 KM
- V8 5.3l 285 KM

## Trzecia generacja

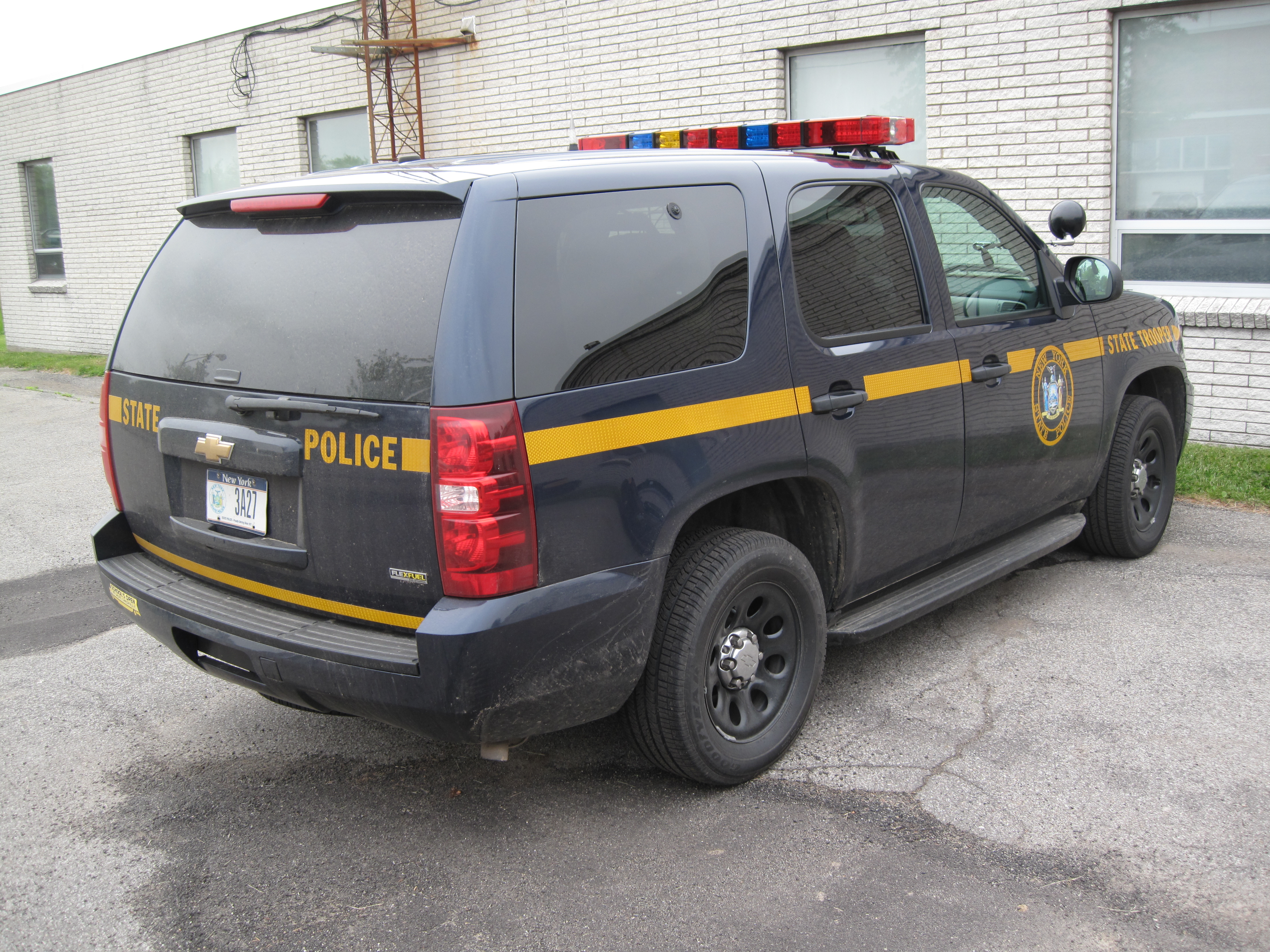
Chevrolet Tahoe III – tył

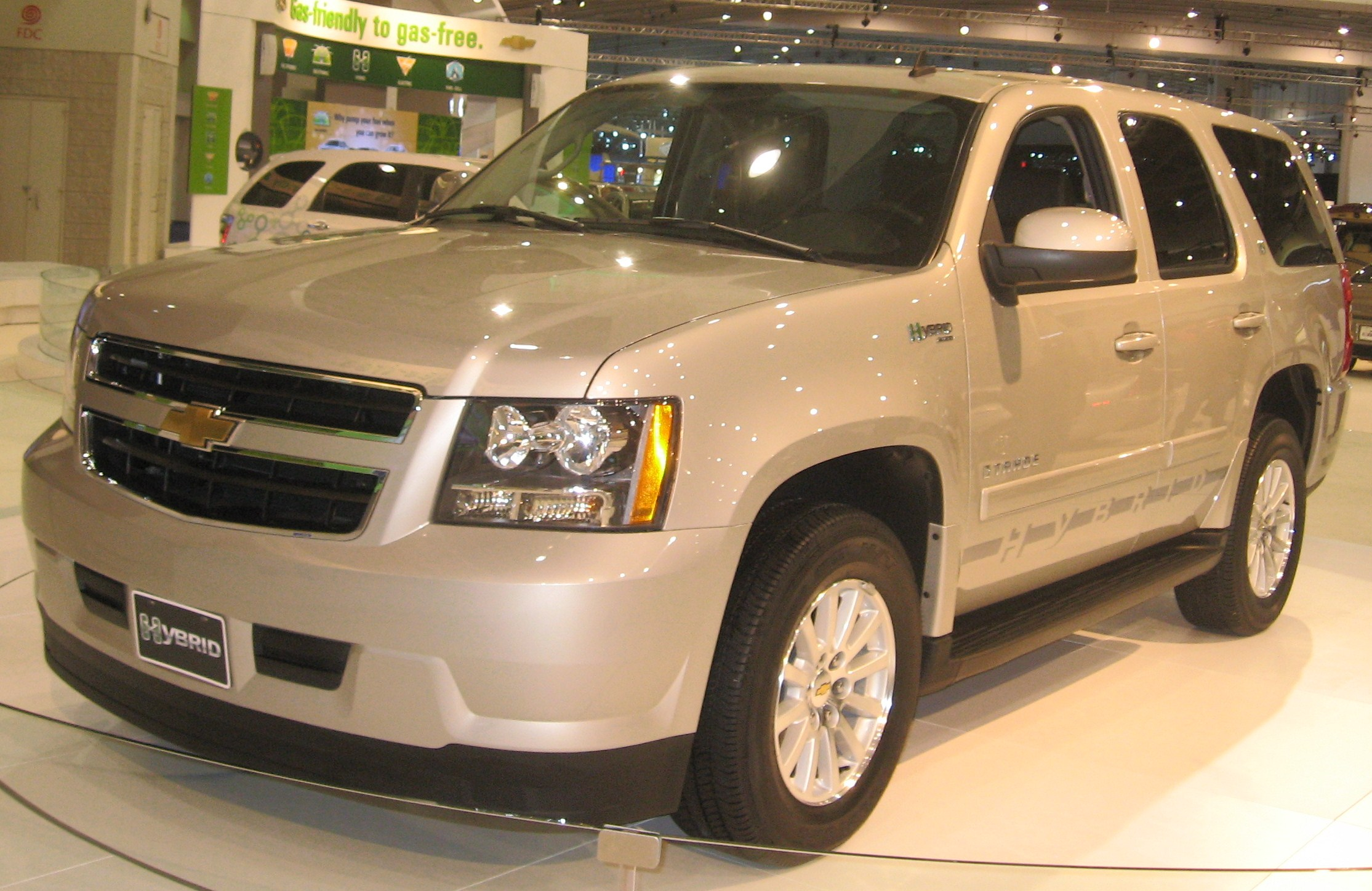
Chevrolet Tahoe Hybrid

Chevrolet Tahoe III został zaprezentowany po raz pierwszy w 2005 roku.
Konstruując trzecią generację pełnowymiarowych SUV-ów, General Motors oparł ją na nowej platformie GMT920 przynosząc ponownie gruntowną zmianę w wyglądzie zewnętrznym wszystkich modeli.
Chevrolet Tahoe trzeciej generacji stał się większy i przestronniejszy, zyskując po raz pierwszy kanciaste, jednoczęściowe reflektory, a także nowocześniejszą, zaokrągloną sylwetkę z poprzeczką na grillu w kolorze nadwozia, masywną maską i wysoko poprowadzoną linią okien. Pod kątem technicznym samochód zyskał bardziej dopracowany układ jezdny, nacisk kładąc szczególnie na stabilności dużego SUV-a podczas jazdy.

### Tahoe Hybrid
W 2008 roku gama Tahoe trzeciej generacji została poszerzona przez wariant o napędzie spalinowo-elektrycznym, który pod kątem wizualnym zyskał inaczej ukształtowany przedni zderzak i 18-calowe alufelgi. Chevrolet Tahoe Hybrid był napędzany przez 6-litrowy silnik benzynowy typu V8 który współpracował w tzw. trybie Atkinsona z 80-konnym układem elektrycznym, łącznie rozwijając moc 332 KM.
Samochód nie odniósł sukcesu rynkowego m.in. z powodu stosunkowo niewielkich oszczędności paliwa, jakeie zapewniał hybrydowy układ, a także z racji na wysoką cenę katalogową – wynoszącą 50 550 dolarów amerykańskich na tle 36 500 dolarów za standardowego Tahoe.

### Silniki
- V8 4.8l LY2
- V8 5.3l LM5
- V8 6.2l L92
- V8 6.2l L92
- V8 6.2l L9H
- V8 6.0l LFA Hybrid
- V8 6.0l LZ1 Hybrid

## Czwarta generacja

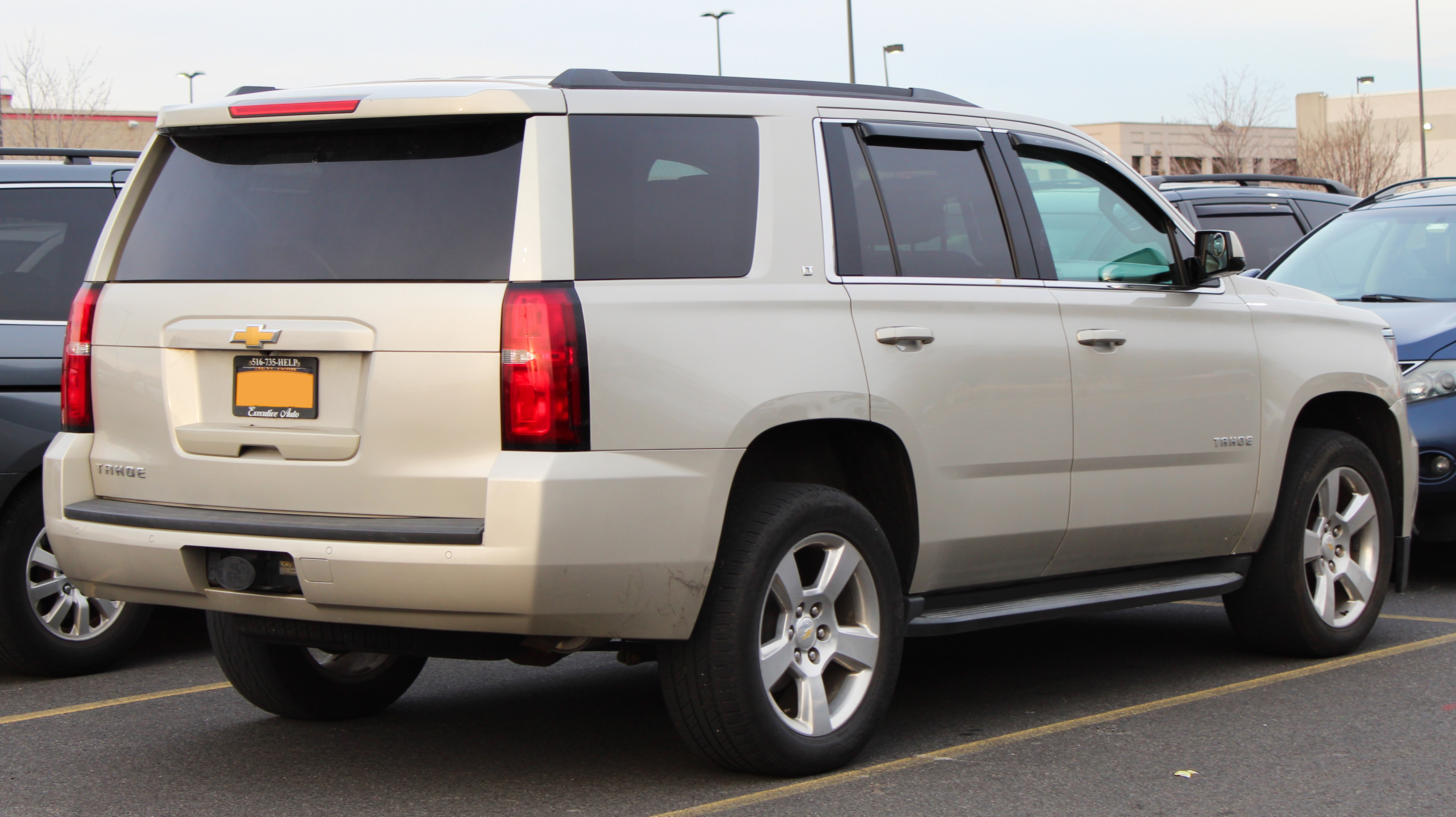
Chevrolet Tahoe IV – tył

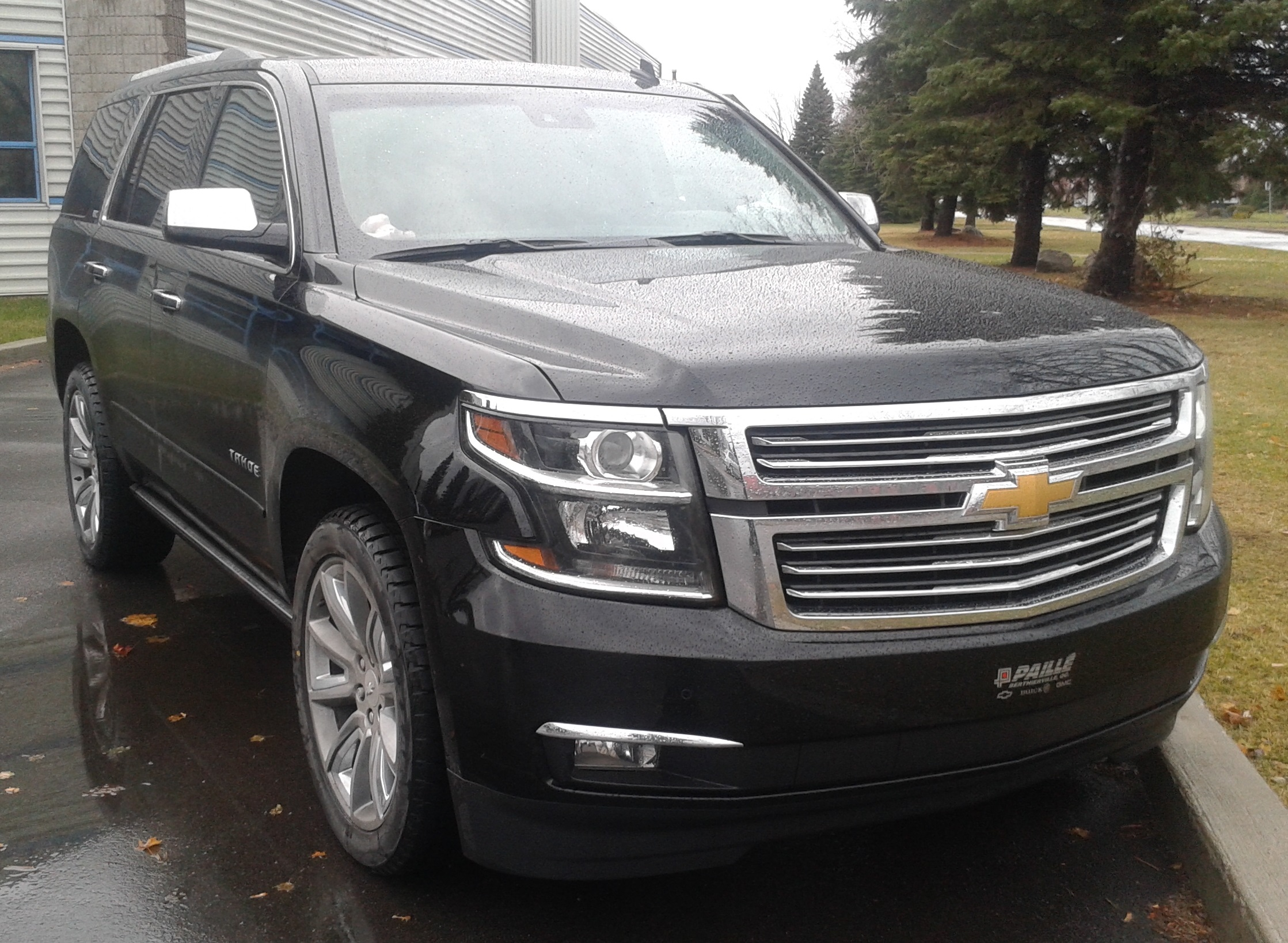
Chevrolet Tahoe IV LTZ

Chevrolet Tahoe IV został zaprezentowany po raz pierwszy w 2013 roku.
Po niespełna 8 latach rynkowej obecności dotychczasowego wcielenia, General Motors przedstawiło zupełnie nową generację swojej rodziny pełnowymiarowych SUV-ów opartej na platformie GMTK2XX. Chevrolet Tahoe w ramach czwartego wcielenia ponownie stał się większy, zyskując lepiej wygłuszone, dopracowane pod kątem bezpieczeństwa pasażerów i bardziej aerodynamiczne nadwozie.
Pod kątem stylistycznym samochód przeszedł ewolucyjny zakres zmian, zyskując wyraziściej zarysowane przetłoczenia na nadwoziu, a także wyżej poprowadzoną linię okien. Z przodu pojawiły się charakterystyczne, wielokształtne reflektory z dwoma zadarciami zachodzącymi na błotniki. Ponadto, atrapa chłodnicy ponownie zamiast w kolorze nadwozia, zyskała chromowane wykończenie na czele z dużą poprzeczką.
Technicznie gamę silnikową Tahoe czwartej generacji, podobnie jak w przypadku większego modelu Suburban, utworzyły bardziej ekonomiczne i cichsze ośmiocylindrowe jednostki benzynowe z rodziny EcoTec.

### Silniki
- V8 5.3l EcoTec3
- V8 6.2l EcoTec2

## Piąta generacja

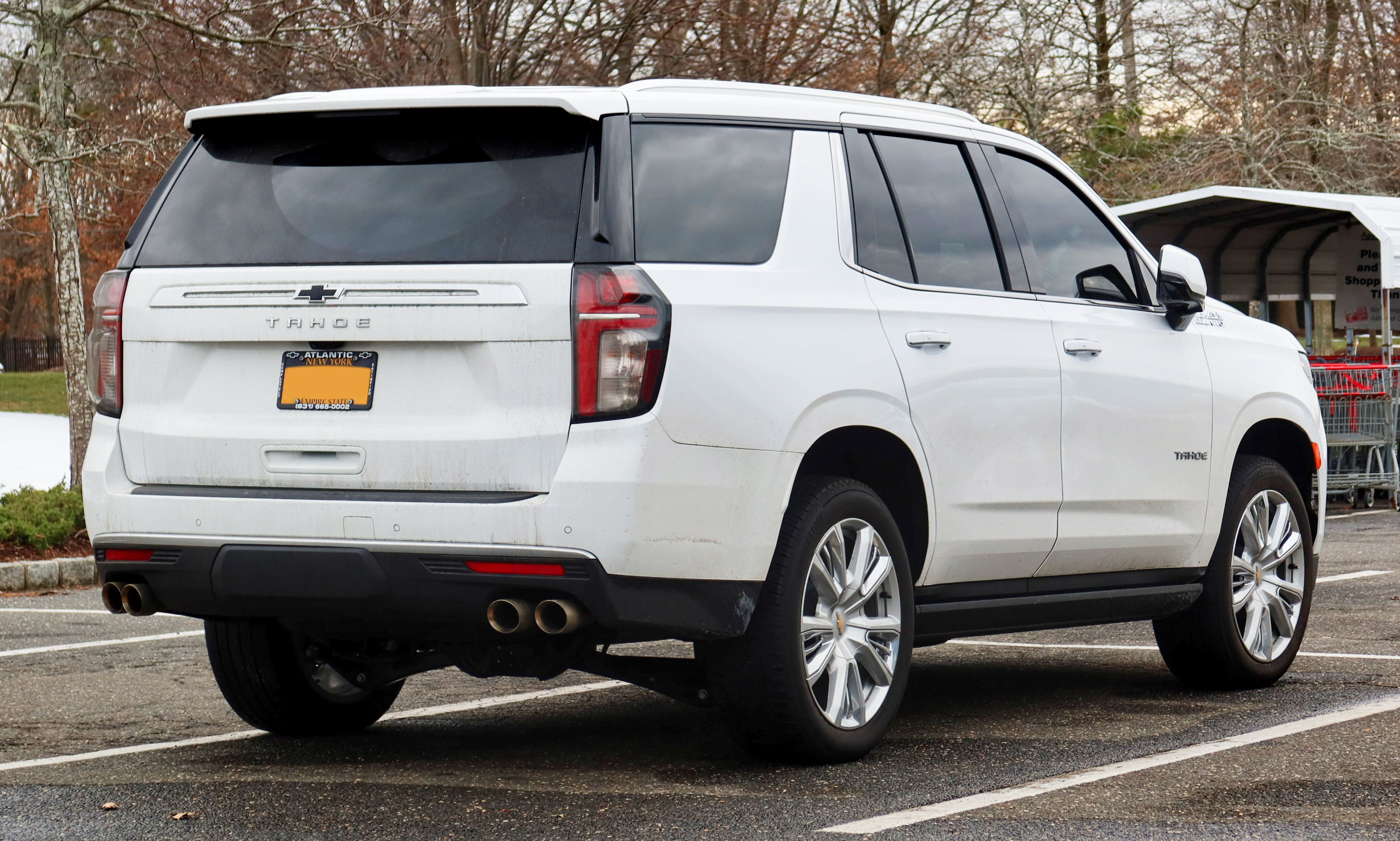
Chevrolet Tahoe V – tył

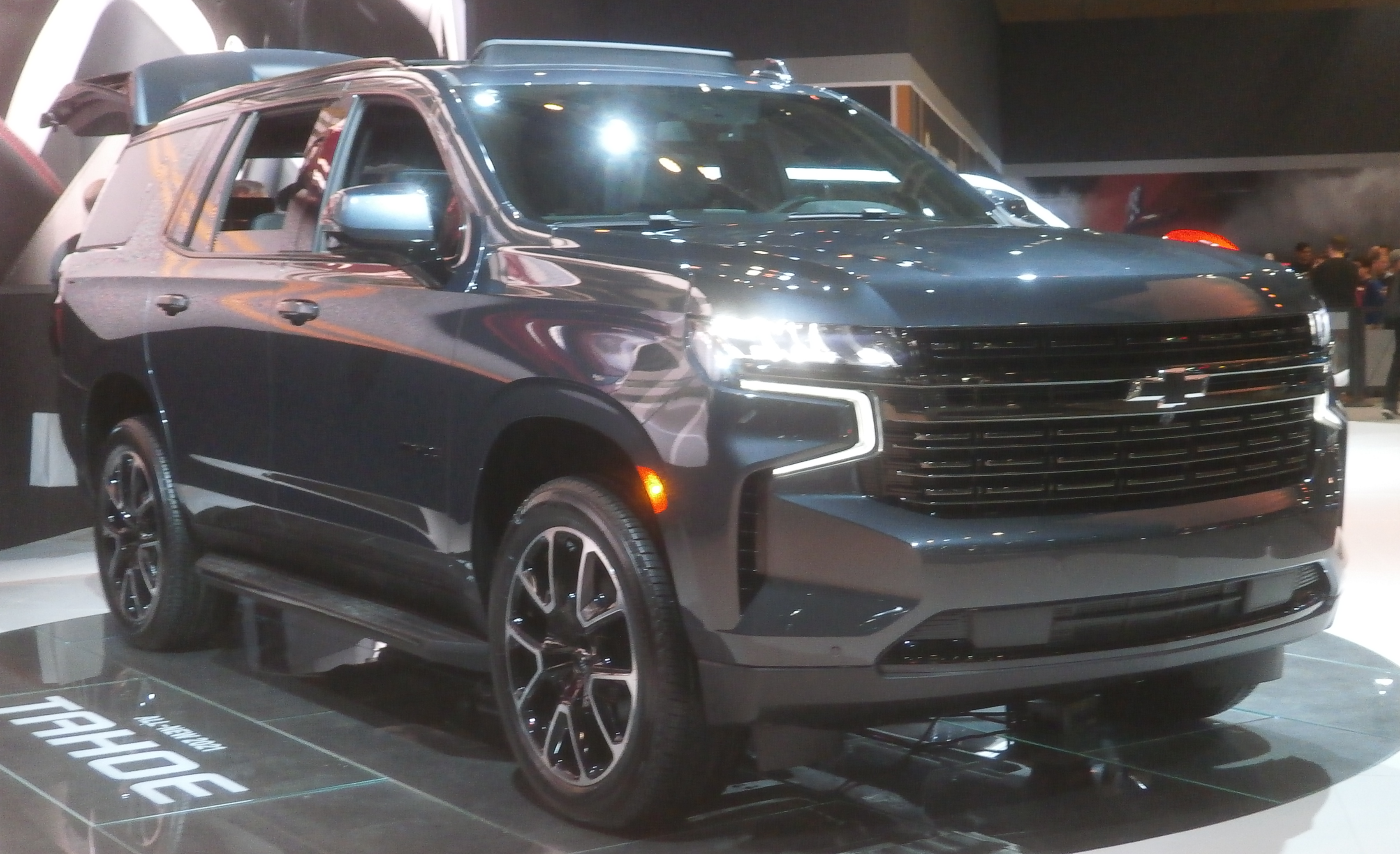
Chevrolet Tahoe IV RST

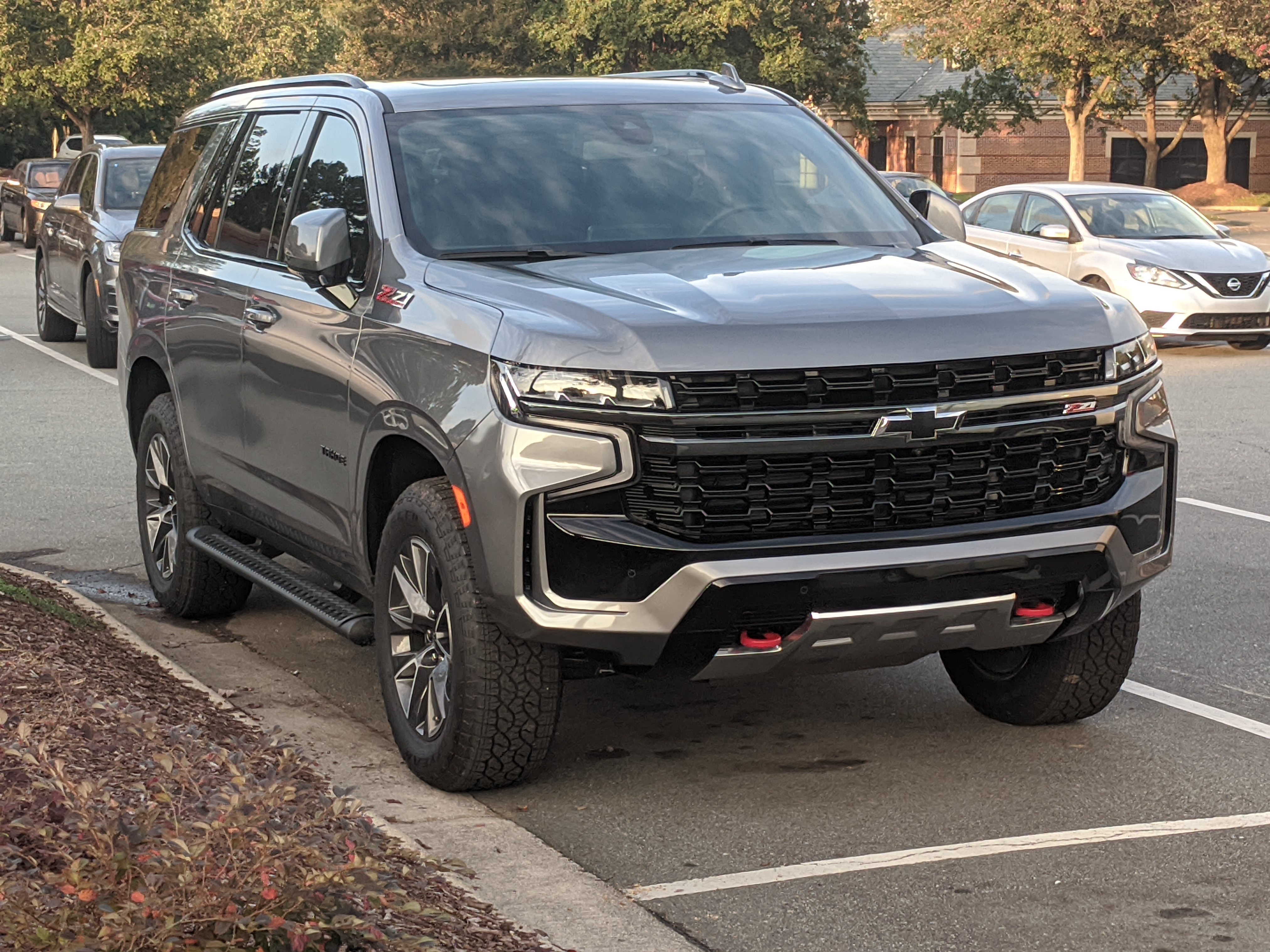
Chevrolet Tahoe IV Z71

Chevrolet Tahoe V został zaprezentowany po raz pierwszy w 2019 roku.
Obecny na rynku niecałe 6 lat poprzednik doczekał się zupełnie nowego następcy w ramach premiery nowej generacji pełnowymiarowych SUV-ów koncernu General Motors, którą poprzedził debiut nowej odsłony pickup-ów rok wcześniej. Piąta generacja Chevroleta Tahoe została oparta na unowocześnionej architekturze GMT T1XX, przynosząc szereg zmian technicznych i stylistycznych.
Z zewnątrz Tahoe piątej generacji zyskał bardziej płynną, zaokrągloną sylwetkę z wyraźnymi przetłoczeniami na linii bocznej, a także bardziej zaokrąglonymi lampami tylnymi. Linia okien stała się bardziej nieregularna, zyskując wyraźnie wyeksponowany i rozdzielający ją słupek C.
Pas przedni ponownie utracił dużą ilość chromowanych ozdobników na rzecz pomalowanej na ciemno atrapy chłodnicy, a jego charakterystycznym elementem stały się diody do jazdy dziennej w technologii LED, które utrzymano w kształcie litery C tuż pod kloszem reflektorów.
We wnętrzu Chevrolet Tahoe piątej generacji wraz z większym Suburbanem zyskały przestronniejszą kabinę pasażerską oferującą więcej miejsca dla pasażerów tylnych rzędów siedzeń, a także unowocześniony kokpit z dużym, 10-calowym ekranem dotykowym pozwalającym na sterowanie systemem inforozrywki.

### Lifting
W przeciwieństwie do poprzedników, zamiast krótszego cyklu rynkowego na rzecz relatywnie szybko przedstawionej nowej generacji, wobec dziesiątej generacji Tahoe Chevrolet zdecydował się na pierwszą od lat restylizację wydłużającą obecność tego wcielenia dużego SUV-a. W listopadzie 2023 zaprezentowano obszerie zmodernizowany model, z przeprojektowanym przodem z charakterystycznie rozdzielonymi reflektorami oraz większą osłoną chłodnicy. Zastosowano też zupełnie nowy projekt deski rozdzielczej, z przemodelowaną konsolą centralną oraz wyżej umieszczonym, dotykowym ekranem systemu multimedialnego zintegrowanego z sąsiadującym wyświetlaczem cyfrowych zegarów i nowym kołem kierownicy.

### Silniki
- R6 3.0l Duramax
- V8 5.3l EcoTec3
- V8 6.2l EcoTec3